# Halové mistrovství Československa v atletice 1990
Halové mistrovství Československa v atletice 1990 se konalo v Praze ve dnech 17. a 18. února 1990.

## Medailisté

### Muži
| Soutěž                         | Zlato                      | Stříbro                | Bronz                    |
| 50 m                           | Jiří Valík 5.74            | Ivo Pištěk 5.86        | Jiří Mezihorák 5.93      |
| 200 m                          | Ivo Rýznar 21.52           | Luboš Ruda 21.93       | Walter Pilch 21.94       |
| 400 m                          | Luboš Balošák 46.94        | Radek Bartakovič 47.51 | Václav Hřích 47.53       |
| 800 m                          | Jaromír Skalický 1:49.04   | Jiří Šoptenko 1:51.03  | Luboš Stloukal 1:51.93   |
| 1500 m                         | Michal Kučera 3:51.77      | Jiří Hajzler 3:53.65   | Michael Nejedlý 3:54.56  |
| 3000 m                         | Pavel Michálek 8:05.01     | Luboš Šubrt 8:05.13    | Jozef Výbošťok 8:05.56   |
| 50 m př.                       | Jiří Hudec 6.49            | Aleš Höffer 6.50       | Igor Kováč 6.78          |
| Chůze na 5000 m                | Pavol Blažek 18:46.16      | Ján Záhončík 18:47.61  | Hubert Sonnek 19:29.80   |
| Skok do výšky                  | Róbert Ruffíni 227         | Zdeněk Kubišta 224     | Milan Machotka 221       |
| Skok o tyči                    | František Jansa 540        | Zdeněk Lubenský 530    | Roman Zrun 530           |
| Skok daleký                    | Milan Gombala 795          | Robert Změlík 784      | Ivo Krsek 781            |
| Trojskok                       | Milan Mikuláš 16.50        | Pavel Wiedermann 15.81 | Jiří Smetana 15.78       |
| Vrh koulí                      | Remigius Machura 19.56     | Karel Šula 19.19       | Jaroslav Žitňanský 17.65 |
| Sedmiboj Praha 23.–24. 2. 1990 | Lubomír Matoušek 5417 bodů | Petr Müller 5084 bodů  | Pavel Knob 5060 bodů     |

### Ženy
| Soutěž                        | Zlato                         | Stříbro                         | Bronz                      |
| 50 m                          | Monika Špičková 6.36          | Renata Kubalová-Černochová 6.40 | Erika Suchovská 6.48       |
| 200 m                         | Erika Suchovská 23.73         | Monika Špičková 23.90           | Šárka Pundyová 25.19       |
| 400 m                         | Jana Blažková-Pěnkavová 54.75 | Zuzana Machotková 54.80         | Hana Nováková 56.75        |
| 800 m                         | Helena Dziurová 2:06.46       | Věra Brücknerová 2:09.83        | Jana Švejdová 2:10.41      |
| 1500 m                        | Iva Jurková 4:17.78           | Petra Drajzajtlová 4:30.05      | Alena Grešáková 4:38.57    |
| 3000 m                        | Jana Cieslarová 10:05.12      | Tatiana Rajníková 10:15.93      | Marcela Kubátková 10:20.74 |
| 50 m př.                      | Blanka Hladká 7.03            | Hana Kohoutová-Váňová 7.18      | Hana Večerková 7.41        |
| Chůze na 3000 m               | Zuzana Zemková 12:54.33       | Jana Zárubová 13:03.34          | Dana Vavřačová 13:07.40    |
| Skok do výšky                 | Alena Varcholová 189          | Šárka Nováková 184              | Alica Checová 178          |
| Skok daleký                   | Zuzana Valentová 616          | Marcela Podracká 608            | Dagmar Urbánková-Vávrů 603 |
| Vrh koulí                     | Eva Čerňanová 15.98           | Dagmar Pešáková 15.07           | Marcela Godziková 13.72    |
| Pětiboj Praha 23.–24. 2. 1990 | Marcela Podracká 4306 bodů    | Martina Blažková 3927 bodů      | Lenka Juráňová 3454 bodů   |